# Głowica frezowa

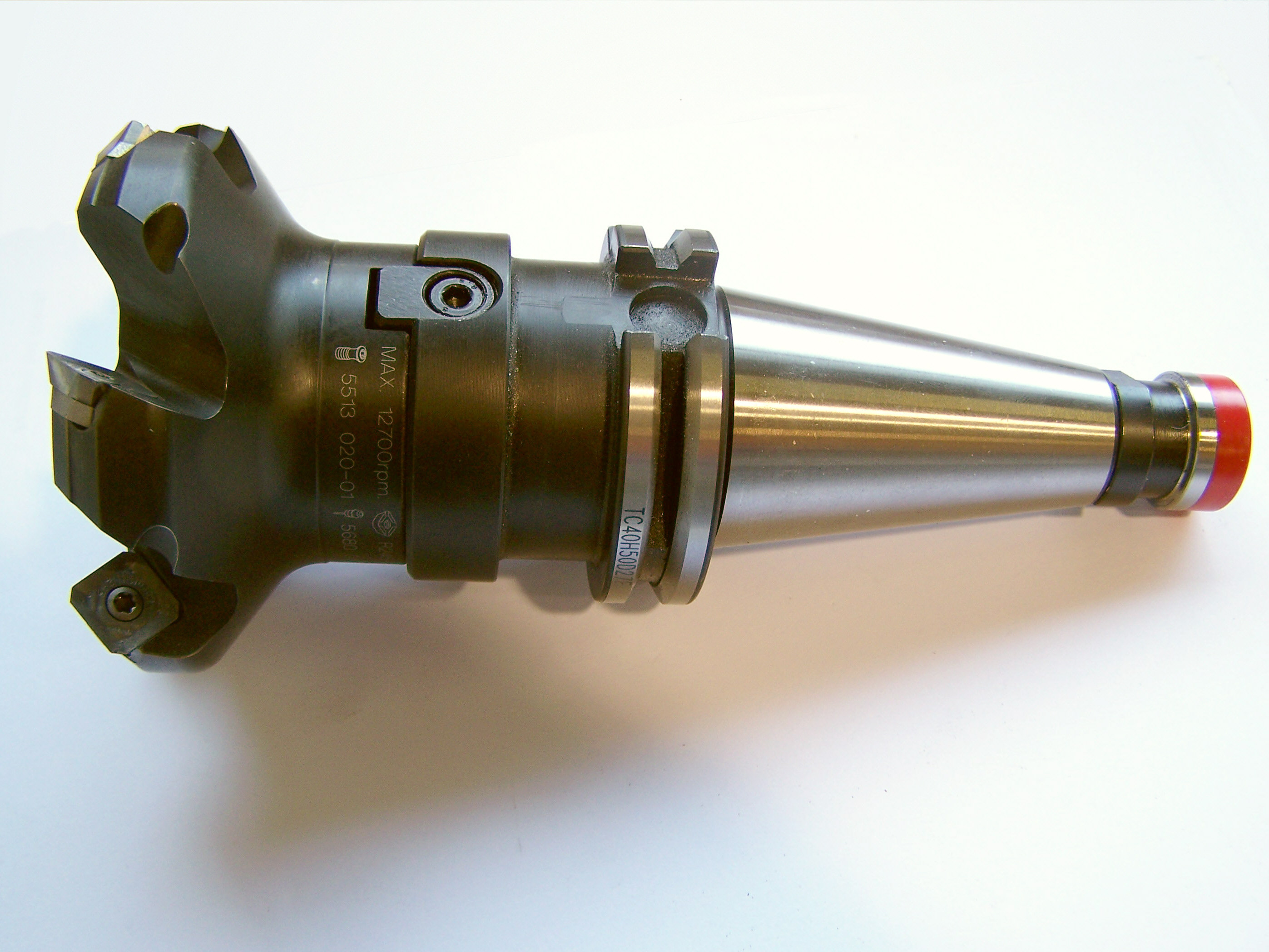
Głowica frezowa mocowana we wrzecionie za pomocą stożka

Głowica frezowa – jest narzędziem obrotowym posiadającym wymienne ostrza. Służy do obróbki płaszczyzn, kół zębatych i gwintów. Narzędzie to mocuje się bezpośrednio do wrzeciona frezarki.